# 10136 Gauguin
10136 Gauguin este o planetă minoră (asteroid), cu un diametru de 3,503 km, din centura de asteroizi. A fost descoperită pe 20 iulie 1993 la Observatorul European Austral de Eric Walter Elst și a fost numită după Paul Gauguin. 
Obiectul prezintă o orbită caracterizată de o semiaxă mare de 2,2343674 UAi, o excentricitate de 0,11, o înclinație de 6,40304 ° în raport cu ecliptica.